# Wapen van Siegerswoude

Wapen van Siegerswoude

Het wapen van Siegerswoude is het dorpswapen van het Nederlandse dorp Siegerswoude, in de Friese gemeente Opsterland. Het wapen werd in 1994 geregistreerd.

## Zie ook

Vlag van Siegerswoude

## Beschrijving
De blazoenering van het wapen luidt als volgt:
Doorsneden; I in keel een zeisblad van zilver; II in azuur vier turven van zilver, geplaatst 1, 2 en 1; over de doorsnijdingslijn een versmalde dwarsbalk van zilver.
De heraldische kleuren zijn: keel (rood), zilver (zilver) en azuur (blauw).

## Symboliek
- Zeisblad: symbool voor het hoge deel van het dorp met de oude kerk. De zeis duidt op landbouw en veefokkerij.[3]
- Zilveren dwarsbalk: staat voor de Drachtster Compagnonsvaart welke het dorp in tweeën deelt.[3]
- Blauw veld: verwijst naar de hoeveelheid water in het dorp. Zoals het Siegerswoudstermeer en het Waasmeer.[3]
- Zilveren turven: duiden op de vervening in het gebied. De turven zijn in een kruis geplaatst als verwijzing naar het voorwerk van het klooster te Smalle Ee.[3]

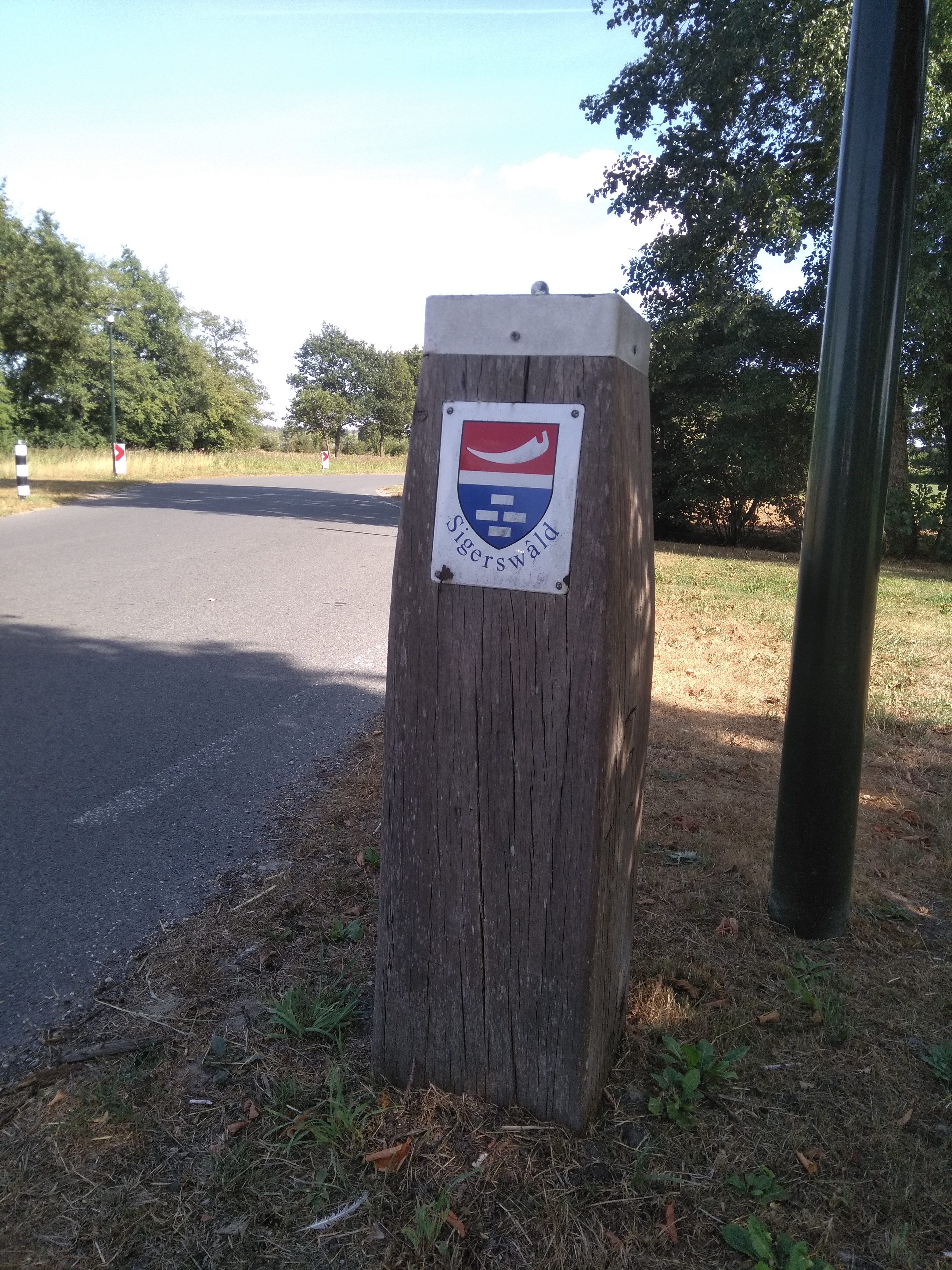
Het wapen van Siegerswoude op een meerpaal in het dorp.